# Меградзор
Меградзор (арм. Մեղրաձոր) — село в Котайкской области Республики Армения, располагающееся в 15 километрах к северо-западу от Раздана. Село расположено к югу от горного хребта Цахкуняц, вдоль левого берега реки Мармарик на высоте 1820 м над уровнем моря.
Население по переписи за 2011 г. — 2309 человек. Часть населения села переселились в 1829-30 годах из села Арцап возле Баязета.

## население
| Год  | Численность | Численность |
| ---- | ----------- | ----------- |
| 1831 | 336         | [ 3 ]       |
| 1897 | 1322        | [ 3 ]       |
| 1926 | 2063        | [ 3 ]       |
| 1939 | 2670        | [ 3 ]       |
| 1959 | 1842        | [ 3 ]       |
| 1970 | 2087        | [ 3 ]       |
| 1979 | 2449        | [ 3 ]       |
| 1989 | 2521        | [ 3 ]       |
| 2001 | 2768        | [ 3 ]       |
| 2004 | 2900        | [ 3 ]       |
| 2011 | 2309        | [ 4 ]       |

## Экономика
Село известно своим мёдом. Близлежащий посёлок Горгоч также входит в общину Меградзор. Местная экономика основана преимущественно на пчеловодстве, животноводстве и животноводстве (картофель, капуста и зерно). К северу от Меградзора есть забытый золотой рудник. В предгорьях к югу от села находится армянский монастырь XI в Тежаруйк.